# ウェスト・メンフィス3
ウェスト・メンフィス3（ウェスト・メンフィス・スリー）は、1993年にアメリカ合衆国アーカンソー州ウェスト・メンフィスで起きた殺人事件について、3人の男児を殺害したとして有罪判決を受けた3人の少年の呼び名である。
首謀者であるとされたAは死刑、残りのBおよびCは終身刑であった（A、B、Cの生まれはそれぞれ1974年、1975年、1977年で、当時は全員10代だった）。この事件は地域社会のみならず全米からかなりの注目を浴びた。被告少年達は地域内では普段から変わり者と見られ、悪魔崇拝者との噂もあったことに対し、地域の大衆がメディアの報道や普段からの偏見によって煽動されパニック（モラル・パニック）を起こし、少年達を犯人に仕立て上げた冤罪ではなかったかとの批判も根強い。
2011年8月19日、A・B・Cは無実を主張しつつ有罪であることを認める司法取引に応じ、10年の執行猶予で釈放された。結果的にそれまで懲役はそれぞれ18年をつとめた。

## 男児殺害事件
アーカンソー州ウェスト・メンフィスで、1993年5月5日に、3人の8歳男児 — X、Y、Z — の失踪届けがYの継父から出された。翌日、3人の遺体が郡内のロビンフッドの丘の小川から発見された。三人とも裸で、自身の靴ひもを用いて手首と踵とを結ばれていた。皆酷く打擲され虐待されていたが、Yの傷が最悪だった。頭蓋骨は折れ、鼠径部に刺傷があり、睾丸は切り落とされ、陰茎の皮膚は取り除かれていた。解剖によっても死亡推定時刻は明らかにならなかったが、Yが失血死、他2人は溺死であることがわかった。だが後になって、AおよびBの裁判の際に、検屍官は死亡したのはおそらく遺体発見の日の早朝だろうと証言した。
殺人が行われたと思われる夜に、ロビンフッドの丘の現場近くにあるボージャングルレストランの従業員が、「泥と血にまみれて呆然とした」一人のアフリカ系アメリカ人男性が店の女性トイレにいると告げていた。翌日、被害者が発見されるとレストランの店長は血みどろのぼんやりした男と殺人事件との関連を考えて、二度にわたって警察に電話をかけた。ようやく警察が動き、トイレの現場検証を行ったのは二度目の電話の後だった。警察はロビンフッドの丘の現場からその足でレストランの女性トイレに急行した。犯人の遺留品の可能性のある血痕が壁やタイルにあったが、後にベイリン・リッジ巡査がこれらを紛失してしまった。
裁判でYの継父は、子供らが失踪した夜、Yをベルトで打擲したことを認めた。検屍官は、Yの顔面にみられた複数の創傷はベルトのバックルで打たれた場合にできるであろうものと矛盾しないと証言した。失踪届けが出た後も、翌朝になるまで子供らの捜索は本腰をいれて行われることがなかった。

## 捜査
そもそもの始まりから、無知と無視のために地域の警察が現場検証において誤ったとの指摘がしばしばなされている。これを示す衝撃的な例を二つ挙げよう。レストラン、ロビンフッドの丘という二つの現場でのサンプルが混ざり合ってしまった可能性があることが一つ。もう一つがウエスト・メンフィス署 (WMPD) の血液サンプル紛失である。ゲイリー・ギッチェル警部は凶悪犯罪の捜査に25年以上の経験があった（参照）。警察は、犯罪現場の保全における失敗、物証の収集を適切に行わなかったこと、ルーチンや義務、事件の捜査に関する文書がほとんどなかったこと、について激しい非難をうけることになった。
メラ・レヴァリットに従うと、警察の記録はおざなりであった。いくつかの証拠品が店の名前が入ったスーパーの買い物袋で保存されたことにレヴァリットは異議を唱えている。証拠品の保存は素性のよくわかったものを使って行われるべきだからである。
法医学領域に造詣の深い歯科学者、病理学者の証言によると、少なくとも一人の遺体に人間が咬んだ跡が見られたが、捜査当時これは見逃され、事件の4年後になるまで、公式の資格を持った法医学者 (board certified medical examiner) の調査をうけることがなかった。精査の結果、遺体に残された歯形と三人の容疑者の歯形とは一致しなかった。
ウエスト・メンフィスは当時悪魔的儀式虐待に対する興味が荒れ狂っていた場所の一つであった。ウエスト・メンフィス3事件のサポーターたちは、警察は推測ないしヒステリーに基づいて結論を急ぎすぎたと訴えている。
警察がAを尋問したのは遺体発見の2日後であった。嘘発見機を用いた尋問の際に、Aは一切の関与を否定したが、嘘発見機の記録は虚偽を示すものだとされた。嘘発見機を操作したのはダーハム巡査であったが、虚偽であったことを示す記録は保存されていない。また、後の裁判の際、数多くのティーンエイジャーが出廷し、「警察の期待に沿わない回答をすると、他にも増してダーハム巡査が口汚く罵った」と証言した。この尋問の後、「お前が恐れているものは何か」という質問に、Aは「電気椅子」であると答えた（アーカンソー州では薬物の注射による死刑が行われている）。一ヶ月が経過しても、事件の捜査はほとんど進展しなかった。警察はAの犯行を裏付けることに集中し、さらに二回にわたり尋問を繰り返した。そこでは警察は他に容疑者が多数いて、Aは直接の容疑者ではなく情報源なのだとしていた。
6月3日、警察はBに質問を行った。Bはある主婦によって、Aに関する有望な情報源となりうる人物として名前が挙げられていたのだ。その主婦の証言こそ軸となるべきものだったのだが、何年かたって、違法薬物の所持による長期の服役の後、話は自分ででっちあげたものだと認めた。主婦は不正な小切手（あるいは領収書 check）を切った件でマリオン署のドン・ブレイ巡査による捜索をうけていた。主婦は結局この罪に問われることはなかった。尋問時において、Bの知能指数が報告された通りの72であったとすると、Bの精神年齢は12歳を少し超えた程度であったことになる。Bの自白の記録はわずか46分しかのこされていない。Bの裁判では、虚偽の自白及び警察による弾圧に関する専門家でピューリッツァー賞受賞者であり、バークレー大の社会心理学教室教授であるリチャード・オフシー博士が証言し、短い自白の記録は警察によって強制された「古典的な例」であるとした。オフシー教授はBの言明について、ともかく馬鹿げている、と描写した。Bが犯罪への関与を否定した証拠はない。また、判決が下った後にも、第二、第三の自白を繰り返し、第三の場合についてはBの二人の弁護士が臨席していて全てがテープで記録された 。
警察に尋問されたとき、Bは知的障害を持っていて（知能指数は72であった）、未成年であり、ミランダ警告をうけてはいたものの、後に、それらを完全には理解できていなかったと主張している。アーカンソー州最高裁は、長々とした陳述の中で、Bの自白は実際に自発的なものであり、警告と結果を実際に理解していたと決定した。Bは最初の自白の中で特に、「自分は警察に怪我を負わされた」と言っている。
Bの最初の自白から時を置かず、警察はAとAの親友であるCを逮捕した。
Bの弁護士、ダン・スティッドハム（後に地方自治体の判事になった）は詳細な批評文を発表し、警察が犯した重大な失敗と見当外れな捜査について力説している。

## 嫌疑の背景
CとBには軽微な前歴があった（それぞれ暴力行為と万引き）。またBはカッとなりやすく、すぐに拳がでるタイプだったが、Aにははるかに大きな問題を起こしたことがあった。
Aの家庭は極貧でたびたびソーシャルワーカーの訪問を受けていて、Aはほとんど登校したことがなかった。Aにはくっついたり離れたりしていたガールフレンドがいて、その関係が最高潮に達したときに二人は駆け落ちした。風雨の中でトレーラーを襲った所逮捕されたが、Aだけが押し込みで有罪になった。
警察は、この若い恋人たちが子供を持とうとし、また幼児を生贄にしようと計画しているという噂を聞いていた。これを根拠にして、警察は精神鑑定のためにAを入院させた。鬱病で自殺念虜があると診断され、イミプラミンが処方された。検査の結果、計算能力が低いが読むことと話すことは平均以上であるとわかった。
Aはアーカンソーの精神病院に数ヶ月入院した。症状は重く、連邦社会保障局から「完全障害」(full disability) の状態にあると評価された。Aの裁判中、被告側の ジョージ・W・ウッズ博士はAが、気分の振幅が激しく、幻聴幻視を伴う慢性的な重度の障害であるとした。

## 裁判
AとCは一緒に、Bは別に、裁判が行われた。
1993年5月10日、遺体発見の4日後、警察はまだ事件を解決していなかった。ベイリン・リッジ巡査がAを尋問し、3人の被害者についてどう考えるか問うた。リッジの記述によると、Aは、特に他に比べて損傷が酷い犠牲者がいたことについて、虐殺の状況をある程度具体的に答えている。この時点で、警察は子供のうち一人が特に酷い損傷を受けていることが、一般には知られていないと考えていた。ところがこれは事実と矛盾する。三人の遺体が発見された数分後には、Yの継父が「二人は酷く殴られているが、もう一人はもっと酷い」とレポーターに告げているのである。ギッチェル警部がこのことを公表していなかったという点と照らし合わせると、奇妙なことである。
Bの自白も陪審に示された。Bによると、1993年5月5日の極めて朝早く、Cからの電話があった。CはBに、ロビンフッドの丘地域までAと一緒に行ってくれと頼んだ。Bは同意した。同地域には小川があり、被害者らが自転車で乗り付けてきたとき、彼らはそこにいた。CとAは小川にやってきた子供らを呼び寄せた。子供らはAとCに酷くぶたれた。少なくとも子供のうち二人は強姦され、AとCにオーラルセックスを強要された。Bによると、B自身はそれを見ていただけだという。
その最中に、Zが逃走を図り走り出した。BはZを追跡し、AとCの所に連れ戻した。Bはまた、Cはナイフを使って子供達の顔面を切りつけYの陰茎を切ったという。Aは子供の一人を叩くのに大きなステッキを使った。三人とも服を脱がされ縛り上げられた。
Bによると、Bは子供が縛られた後のどこかの時点で逃げたが、Yが死ぬ所までは確かに見た。帰宅後しばらくして、BはCからの電話を受けた。電話でCは「やっちまった」「誰かに見られていたらどうする」と言っていた。Aがいるのも分かった。Bはカルトに関与しているか質問され、三ヶ月ほど参加したことがあると答えた。ほとんどの場合、参加者は森で会合を開いた。宗教へのイニシエーション（参入儀式）として乱痴気騒ぎを行い、犬を殺して食べた。あるときカルトの集会でAが三人の子供を写した写真を見たといい、Aは子供達を監視していたと言った。
Bは続いて、被害者に及ぼされた性的虐待の詳細に進んだ。少なくとも一人の子供は声をかけられるとき頭と耳をつかまれた。XとYは二人とも強姦された。三人とも茶色のロープで縛られたという。他にも増して、これらの言明はBの自白の信憑性に疑問を投げかけるものである。Bの自白とは異なり、司法解剖の結果、強姦の証拠はなかった。また、被害者らを縛っていたのは子供ら自身の靴ひもであって、茶色のロープではなかったことが文書から明らかである。
Aをよく知っている2名の証人（姓が一致している。男性と女性）はAをよく知っていて、Aとガールフレンドが殺害のあった夜9:30過ぎにロビンフッドの丘のそばを歩いているのをみかけた。証人は、Aが着ていたのは暗い色のシャツで、衣服は汚れていたと証言した。この証言によって、Aは汚れた服を着て時間的にも空間的にも殺害現場の近くにいたことになった。この時点でははっきりしなかったが、別の証拠によって、ガールフレンドはCを見間違えたものだろうとされた（二人とも長髪でやせていた）。
20歳の女性証人は、Aが「男の子を三人殺した」というのを聞いている。15歳の女性証人はAが「俺は三人の小さな男の子を殺した。自首するまでにあと二人殺すつもりだ。そのうち一人はもう狙いをつけている。」というのを聞いた。別の証人によるこれら二つの証言は、Aの容疑を裏付ける直接の証拠となった。証人はAの弁護士によって反対尋問をうけた。 その際、この二人の女性は問題の発言の前後に何も聞いていないこと、どれくらい離れていたかはっきりしないことが明らかになり、C以外のAの周囲の者を同定することもできなかった。
科学捜査研究所所属の犯罪学者リサ・サケヴィシャスは、被害者の衣服から採取された繊維とAの家から採取された繊維とを比較し、顕微鏡的に一致すると証言したが、同時に顕微鏡的に一致する繊維は多数あるので、この比較からは何も言えないとも証言した。
州の法医学者フランク・ペレッティ博士は、被害者三人に鋸歯状の創傷がみられたと証言した。同時に博士はYを去勢したのが誰であれ、ナイフの扱いについてある程度習熟した者で、十分な照明と時間が必要だったはずだと証言した。1993年9月17日、ひとりのダイバーがCの実家の裏手にある湖からナイフを拾い上げた。大型で、先が鋸歯状になっていて、刃には"Special Forces Survival Roman Numeral Two"の文字があった。ペレッティ博士は被害者にみられた創傷の多くは、このナイフと矛盾なく、それを用いて付けられたものであり得ると証言した。
別の女性証人は、Aが似たナイフを持ち歩くのを見たことがあると証言した。ただしそれは一方の端にコンパスがついたものだったという。テネシー州チャタヌーガでナイフのコレクションを扱っている店主は、自分の会社は1985年から1987年にかけてこの型のナイフを販売したことを証言した。陪審には1987年のカタログが提示された。そのカタログには、発見されたナイフと類似したナイフの写真が掲載されていた。端にコンパスがあり、"Special Forces Survival Roman Numeral Two"の文字が刃にあった。
当局の説では、悪魔崇拝が殺害の動機であった。反対尋問で、Aはオカルトに浸っていて、その実践にも親しんでいたと認めている。Aの部屋からは、オカルト関連の品々が見つかっている。例えば自分自身でペンタグラムや逆十字架を描き呪文を認めた死亡記録 (funeral register) である。押収された証拠の中には、黒のTシャツやメタリカの詩があった。Aは暖かい時期でも黒の長いトレンチコートを着ていたと証言している。ある証人は事件の6か月前、黒くて長いコートを着たA、C、Bが一緒に複数の長いものを持ち歩いていたのを見たといっている。だが、その証人とAを含むウエスト・メンフィスのティーンエイジャーとの関係からすると、信頼できない証人に見える。ペレッティ博士は、子供らの頭部の創傷のいくつかは大きさから見て、警察が発見した二本のステッキによるものと考えて矛盾しないと証言した。結局これらの傷が特定の凶器と一致するとは結論できず、警察が発見した二本のステッキは7月まで発見されなかったものである。
オカルト殺人事件専門家の触れ込み（しかし当該領域の正規の教育を受けたことはないと証言している）で デイル・グリフィス博士は州最高裁 (case-in-chief) において次のように証言した。殺人は「オカルト的装飾」である。事件の日付が、ペイガニズムにおける祝日と近接していることには当夜は満月であったことと同様に重要な意味がある。博士によると、生贄とされるのはしばしば幼児である。それは若くて無垢であればあるほど、生命の力を持つからである。また、犠牲者が3人であることに触れ、3という数はオカルティズムでは重要な意味を持つと証言した。更に、子供は全て8歳で、8は魔女の数字であるとした。洗礼がらみの宗派であるからか、あるいは単に血を洗い流すためか、生贄の殺害はしばしば水際で行われると証言した。犠牲者の手首と足首を縛ったのは性器を露出するために重要で、Yの睾丸の除去も重要である。なんとなれば、睾丸の除去は精液を得るためであるからである（ただし、被害者らは第二次性徴以前であった）。博士は、血の跡がないことも重要であろう、それはカルトのメンバーが血液を保存して、後の儀式で飲んだり入浴するのに用いたりするためであろうとも言った。必要以上にめった切りにしたことは、オカルト的な倍音を奏でるものであると証言した。博士は左右で傷が異なることの重要性を証言した: オカルティズムを実践する人々は体の中心線に関する理論を採用するはずである。体の右半分はキリスト教の信仰と同義であり、左側は悪魔的なオカルト実践と関連する。博士はまた、土手の開けた場所は儀式の場として矛盾がないだろうとも証言した。要するに、グリフィス博士は悪魔崇拝による殺人として重要な証拠があると証言したのである。
繊維を分析した犯罪学者リサ・サケヴィシャスは、Yの着ていた白い水玉模様のシャツに青い蝋が付着していて、それはろうそくのものと考えて矛盾がないと証言した。
ベイリン・リッジ巡査の証言では、Aは被害者が激しく傷害されていると理解していると語っていた。一人が他の者たちより激しく切られたことや溺れたこともである。リッジはAがこの発言をした時点では、Yが他の二人の被害者より酷く虐殺されたことは一般には知られていなかったと証言した。しかし、前述の通り、Yの継父は遺体発見後一時間以内に、それをレポーターに告げている。
Aは、一人が激しく切られていたことは新聞から知った、保護司が自分に殺人に関する新聞記事を見せた、と述べた。
容疑者Aのノートからピンク・フロイドの歌詞や、スティーヴン・キングの小説が見つかり、Aがヘヴィメタルとウイッカに興味を持っていたことも法廷で示され、彼らティーンエイジャー達に対抗する証拠として挙げられた。
1994年の初頭には、三人とも殺人に関して有罪となり、Aは死刑、Cは仮釈放なしの終身刑、Bは生涯+40年の刑を受けた。

## 余波
ドキュメンタリー映画作者のジョー・バーリンジャー（Joe Berlinger）とブルース・シノフスキー（Bruce Sinofsky）が映画『パラダイス・ロスト』の第一作を制作している時、Yの継父は二人に一つのハンティングナイフを贈った。血痕のようなものに気づいた二人は、それを警察に持ち込んだ。警察の分析で、それは人血で、Yの血液型と一致した。Yの継父は初めナイフを使ったことはないと主張したが、血痕が発見されると、雌鹿を解体するのに一度だけ使ったと主張するようになった。血液型が息子のものと一致したと聞いたYの継父はなぜそんなものがついたのか全く分からないと言った。尋問の間WMPDの職員はYの継父に、うっかりナイフを放置しておいたのだろうと示唆し、Yの継父はそれに同意した。Yの継父の血液型とも一致していたので、後には自分の親指を切ったことがあると主張するようになった。現在の進んだ鑑定法ならばそれが誰の血液かを結論できるかもしれないが、証拠品は全て最初の検査に利用されて残っていない。
収監後、ABC三者は歯形をとられたが、Yの遺体に残っていたものとは異なっていた。Yの継父は最初の裁判の後で、歯を全部抜いてしまったが、それに一貫した理由を提出していない。あるときは喧嘩で失ったといい、あるときは服薬の結果だといった。Yの継父は失踪直前に継子を打ったことを明らかにしていて、妻を打ったことで有罪になった前歴がある。Yの継父の妻は殺人事件の数週間前、Yの通う学校に連絡をとり、息子が性的虐待を受けているとの懸念を表明していた。
この事件を調べた犯罪専門のプロファイラは、仮想的な容疑者の人格の主要な要素に暴力的な性質があると考えた。そのプロファイラはまた、容疑者は最も酷く暴力を振るわれた子供（すなわちY）に近い存在であるはずであると指摘した。
Yの継父が一時期警察に対する情報提供者として活動していた事実、一件のドメスティックバイオレンスを含むいくつかの犯罪歴がある事実は、裁判が終わるまで明らかにされなかった。通常と異なり、これらの前歴は隠蔽され、保護観察もうやむやにされた。レヴァリットは、Yの継父と警察や法廷はつるんでいたのではないか、と示唆している。
被害者の中で、Yだけがカルバマゼピンを投与されていた。これもまたYが攻撃の主要な目標であったことを示唆する。この薬品は当時腫瘍の治療のためYの継父が服用していたものの一つである。Y自身もADD（注意欠陥障害）の治療のためにそれを利用していたが、死の当日は服用しなかったとYの継父は言っている。
2003年10月、有罪判決の根拠となる証言を行った主婦はアーカンソータイムズ誌のインタビューに応じ、警察で話した内容は全てが嘘であったと述べた。主婦は更に、警察から、協力しなければお前を子供から引き離してやると遠回しに言われたと断言した。警察に行ってみると、警察官たちは容疑者の写真を壁に貼って、ダーツゲームの的に使っていたという。主婦はまた、警察が「不明瞭」（で、しかも紛失することになる）としたオーディオテープは完全にクリアで、有罪判決をもたらすような話は一切なかったと言っている。
今日、「ウエスト・メンフィス3」は本当に有罪であったと考える人々が多い（例えばZの姉。Bの父を2005年の初めに攻撃した）一方で、判決には更なる捜査が必要だとする者もいる。Yの実父は、2000年に、ウエスト・メンフィス3ウェブサイトに自身の疑念を記している。
加えて、多くの人々が、物証あるいは、すくなくとも目撃証言（証言によって情状酌量を得ようとしない側からの）のどちらかなしに人を終身刑や極刑に処することは、特に結果が死をもたらす場合においては、不合理だと信じている。
アーカンソーの法律システムでは、上訴した場合もほとんど全てと言っていい程検察側有利の判決が下る。
執筆時点に於いて、基礎的な法医学的検査が行われているところである。

## ドキュメンタリーと研究
この事件のドキュメンタリー映画が複数ある。『パラダイス・ロスト：ロビンフッドヒルズの児童殺害』(1996)及び『パラダイス・ロスト2：新事実』(2000)、『パラダイス・ロスト3：錬獄』(2011)である。最初の 『パラダイス・ロスト』は裁判、捜査の間に撮影された。これらの映画は警察に対して極めて批判的で、冤罪説を唱えている。ただし、映画制作者がAの精神病歴を省いていることには批判もある。2012年には別系統のドキュメンタリー映画『ウエスト・メンフィス』(2012)も公開された。
書籍としてはガイ・リール(Guy Reel)の『罪なき者たちの血』(Blood of Innocents)とマーラ・レヴァリットの 『悪魔の結び目』(2002)がある。Aもまた自伝を発表した。レヴァリットの著作は冤罪説を強く支持している。またドキュメンタリーではないが、レヴァリットの著作『悪魔の結び目』を元にしたサスペンス映画『デビルズ・ノット』が2013年に製作されている。
日本でもTV番組奇跡体験!アンビリバボーが、同事件を冤罪の面から特集した。
ステイシー・シモンズはこの事件を元に Contested Suburbs: space and its representation in moral panics （『紛争下の郊外: 空間とモラル・パニックにおけるその表現』）という論文を執筆した。この論文では、アメリカ合衆国で発生した3件のモラル・パニックを比較している。ウエスト・メンフィス3、マクマーティン幼稚園裁判、コロンバイン高校銃乱射事件の3つである。論文は次のような結論を導いた。空間、その地域でのメディアの表現、その地域の実収入、人種的均一性、他の集団的な因子によって、道徳パニックがさらに大きなメタパニックに至るか（コロンバインとマクマーティンの場合）、ウエスト・メンフィス3のように明らかにそこまで至らないかが決まる。

## 支援の声
被告が過激な種のロック(メタルやブラックメタル)のファンであったこと、それゆえ地域社会から異端視され有力な容疑者とみなされたことから、この事件にはロックやポップ系のミュージシャンから重要なサポートが表明されている。ミュージシャンらの活動によってこの事件は有名になり、救援基金の設立などがみられるようになった。以下「ウエスト・メンフィスの3人を釈放せよ」の原文は"Free The West Memphis 3"である。
- 映画俳優のジョニー・デップはCBSの番組「48 Hours Mystery」に出演して無実を訴えたほか、釈放されたAを自宅に招待している。[9]
- 映画監督のピーター・ジャクソンは彼らの裁判にかかる費用や独自にリサーチをするための資金を多く負担したほか、ドキュメンタリー映画『West of Memphis』（2012）を製作した。
- パール・ジャムのリーダー、エディ・ヴェダーはしばしば「ウエスト・メンフィスの3人を釈放せよ」というシャツを着て写真撮影されている。
- パール・ジャムのライブDVD『Touring Band 2000』で、エディ・ヴェダーは「Do The Evolution」の歌詞に「ウエスト・メンフィスの3人を釈放せよ!」を付け加えた。
- Aがアルバム『パール・ジャム』中に作詞者の一人として挙げられている。
- 女優のウィノナ・ライダーは公式に再審請求活動を支持している。
- ドリーム・シアターのパーカッション奏者マイク・ポートノイは公式サイトのなかで「ウエスト・メンフィスの3人を釈放せよ」シャツを着た姿を見せている。
- メタリカ— Cはこのバンドのファンである — はドキュメンタリー映画『パラダイス・ロスト』シリーズにオリジナル曲を提供した。
- ヘンリー・ロリンズが音頭をとって、さまざまなヒップホップ、ヘヴィメタル、パンク他のミュージシャンらが集まり、「Rise Above: 24 Black Flag Songs to Benefit the West Memphis Three（「Rise Above: ウエスト・メンフィス3支援のためのBlack Flagの24曲」を録音した。売り上げによる利益は全て容疑者らの支援基金に寄付された。
- もう一つの支援アルバムが2000年代に発売された。『ウエスト・メンフィス3を釈放せよ（英語版）』) という題名で、スーパーサッカーズ（英語版）のエディ・スパゲッティ（英語版）が組織したものである。参加ミュージシャンはスティーヴ・アール（英語版）、トム・ウェイツ、スーパーサッカーズ、ジョー・ストラマー、エディ・ヴェダーである。
- キリスト教色を前面に押し出す音楽のジャンルであるクリスチャン・メタル（英語版）・バンドのゼイオー（英語版）は2002年のアルバム『Parade of Chaos』及び最もヒットしたアルバム『Legendary』の中で、"Free the Three"（「3人を解放せよ」）という歌を歌っている。
- 2003年、Cruel And Unusual（悲惨にして尋常でない）と銘打つ支援展覧会がロサンゼルスの美術ギャラリー「シックススペース(sixspace)」でウィノナ・ライダー主催で開かれた。展示された作品は美術家のレイモンド・ペティボン（英語版）、グラフィックデザイナーのシェパード・フェアリー（英語版）、歌手のマリリン・マンソンらのものを含む。また、この事件に関与した弁護士ら（ジェロ・ビアフラなど）の一連の講演も同時に行われた。
- 2004年、リヴァイアサン（英語版）はアルバム『Internal Inferno』の中で「West Memphis Three」をリリースした。
- アルカライン・トリオ（英語版）の2005年のアルバム『Crimson』にはウエスト・メンフィス3を扱った歌 「Prevent This Tragedy」 がある。
- 英国のコミックブック・アーティスト、デイヴィッド・ハイン（英語版）の 『デアデビル（英語版）』は2005年にマーベル・コミックから出版された限定版コミックスの一つであるが、弁護士マット・マードック（ヒーロー「デアデビル」の正体）が3人の若者を弁護する事件を物語化している。マードックは彼らを救うことができなかったが、デアデビルに姿を変えた彼が真犯人を法廷に送り込むことに成功している。
- ヒップポップのアーティスト、セージ・フランシス（英語版）は2005年のアルバム『A Healthy Distrust』の1トラック「Slow Down Gandhi」でウエスト・メンフィス3と『パラダイス・ロスト』シリーズに言及し、自殺傾向のために死刑を食らったと述べた。
- 2006年、パンクロックバンド「ミスフィッツ」の元ボーカルとしても知られるマイケル・グレイヴスは『Almost Home』というツアーを始めた。このツアーは、事件とそれに関与した人々を広く知らしめるべく企画された。マイケル・グレイヴスは頻繁にAに手紙を書き、Aが書いた歌を歌っている。
- コメディエンヌであり政治活動家でもあるマーガレット・チョーは時折ブログ上でウエスト・メンフィス3への支持を表明している。Aとのやりとりもまたブログに掲載している。
- 2006年5月12日、サンフランシスコの111 ミナ・ギャラリーにおいて Skeleton Key （骨の鍵） と題する支援美術オークションが開催された。特筆すべき出品者はノーマン・リーダス、ジェイ・ミューラー（Jay Mueller）、ミック・ロック（英語版）、ボブ・グリュエン（英語版）、エリック・ローズ（Erik Rose）、ロリ・デイヴィス（Lorri Davis）らである。収益は弁護基金に渡された。
- 日本でも2003年7月29日に、"rollins band plays only black flag songs"と銘打つ支援イベントが開かれた（川崎クラブチッタ）

## 釈放
2011年8月19日、A・B・Cは無実を主張しつつ有罪であることを認める司法取引に応じ、10年の執行猶予で釈放された。結果的にそれまで懲役はそれぞれ18年をつとめた。当初Bは無実を法廷で主張したいため取引を拒否していたが、Aの死刑執行がせまっていた事情もあって、結果的に応じた。

## 引用
1. ↑  Testimony, Echols/Baldwin Trial, Dr. Frank Peretti
2. ↑  Testimony, Echols/Baldwin Trial, Regina Meek
3. ↑  Testimony, Echols/Baldwin Trial, Bryn Ridge
4. ↑  Leveritt, M., Devil's Knot: The True Story of the West Memphis Three, Atria Books, 2002. ISBN 0743417593
5. ↑   Revelations: Paradise Lost 2. HBO. 28 July 2000. Broadcast. 17 Mar 2006 <http://www.imdb.com/title/tt0239894>
6. 1 2 3 4 5 6 7  Steel, Fiona. "The West Memphis 3." Court TV. 17 Mar. 2006 <http://www.crimelibrary.com/notorious_murders/famous/memphis/index_1.html>.
7. ↑   Transcript, MissKelley, Jr. Confession
8. ↑  Testimony, Echols/Baldwin Trial, Dr. Frank Peretti http://p210.ezboard.com/fwestmemphisthreediscussionfrm31.showMessage?topicID=35.topic.%5B%5D
9. ↑  https://www.cinematoday.jp/news/N0045873
10. ↑  “全米を震撼させたあの猟奇的殺人事件、司法取引で3人の"犯人"が釈放”.   サイゾーウーマン (2011年8月). 2012年8月30日閲覧。
11. ↑  ““ウエスト・メンフィス・3事件”の3人が釈放”.   Hotwire Japan (2011年8月22日). 2012年8月30日閲覧。
12. ↑  “エディ・ヴェダー、「ウェスト・メンフィス3」の釈放を見守る”.   MTV News (2011年8月23日). 2012年8月30日閲覧。